# Bill Heaton
William Henry Heaton (26 tháng 8 năm 1918 – 16 tháng 1 năm 1990) là một cầu thủ bóng đá người Anh thi đấu ở Football League cho Leeds United, Southampton và Rochdale.